# Imelda Coray-Monn
Imelda Coray-Monn (Coira, 1 de marzo de 1933 - Tujetsch, 17 de septiembre de 2009) fue una escritora y editora suiza en lengua retorromance.
Pasó su infancia en Mustér y fue a la escuela en Siat. Hacia los 30 se asienta en la campaña de Basilea y desde 1944 vivió en Rueras (Tujetsch) hasta su fallecimiento en 2009.
Colabora en Pelegrin (1963-1968), revista mensual para la familia de la editorial Desertina (Mustér). De 1970 a 1973 es redactora del órgano de la USR, Novas Litteraras (1970-1973). Entre 1964 y 1979 colabora de forma estable en el periódico Oltner Tagblatt, sobre todo como crítica de arte.

## Obra
- Poesias, Annalas da la Società Retorumantscha (1957).
- Nora e Norina, OLS 1958, ilustrado por Ines Brunold (1958).
- Andriu, cuento (participa en el concurso del Feuilletondienst, premiada) publicada en la Gasetta Romontscha (1963).
- La persunalitad dalla mumma, ensayo, Calender romontsch 1967 y radio.
- Las parablas dall'onda Sibilla, 6 parablas, Pelegrin (1967).
- Internatsfrömmigkeit, en Diakonia, Int. Zeitschrift für praktische Theologie (1968).
- Affons damondan, emprova d'ina pedagogia sexuala, sortida d'artitgels en il Pelegrin junto con G.F.Coray, ediciones Fontaniva, Coira (1968).
- L'insla, cuento, Calender romontsch 1974, Desertina, Mustér.
- In di sc'in auter, novela corta, Calender romontsch 1975, Desertina, Mustér.

- Datos: Q9008088